# Bombylius semirufus
Bombylius semirufus är en tvåvingeart som först beskrevs av Friedrich Hermann Loew 1872.  Bombylius semirufus ingår i släktet Bombylius och familjen svävflugor.
Artens utbredningsområde är Kuba. Inga underarter finns listade i Catalogue of Life.